# Advanced Placement

Offizielles Logo des Advanced Placement Programs

Das Advanced Placement Program (abgekürzt als AP) ist ein pädagogisches Programm in den USA und Kanada, welches Kurse auf College-Niveau an US-amerikanischen und kanadischen Highschools anbietet.

## Geschichte
Das College Board, eine gemeinnützige Gesellschaft aus New York City, führt das Advanced Placement Program seit 1955 durch. Des Weiteren unterstützt es Lehrer von AP-Kursen und auch Universitäten durch die Entwicklung von Richtlinien und mit der Vergabe von Lehrmitteln. Diese Aktivitäten werden vollständig über die Gebühr finanziert, welche die Schüler entrichten müssen, um das Abschlussexamen ihres jeweiligen AP-Kurses abzulegen.
2006 nahmen eine Million Schüler an einem der Abschlusstests des Advanced Placement Programs teil. Die Kurse selbst werden in fast jeder High School der USA angeboten. Um jedoch auch den Schülern der nicht teilnehmenden Schulen und auch Schülern, welche Hausunterricht erhalten, die Chance zu geben, ein AP-Examen abzulegen, setzt das College Board die Teilnahme an einem AP-Kurs für die Abschlussprüfung nicht voraus.
In dem Schuljahr 2007/2008 kostete das Examen noch 80 US-Dollar pro Fach. Jedoch wird die Teilnahme am AP-Programm oftmals durch staatliche oder auch lokale Programme subventioniert. Außerdem besteht die Möglichkeit, dass Schüler sich für finanzielle Unterstützung qualifizieren. In diesem Fall wird der Preis meist um 25 US-Dollar gesenkt.

## Bewertung
AP-Examen werden anders bewertet, als es im Bildungssystem in den Vereinigten Staaten üblich ist. Die Ergebnisse werden anhand einer numerischen Skala (1 bis 5) anstatt der gebräuchlichen Skala mit den Buchstaben A bis F (ohne E) gemessen. Das Ergebnis 3 markiert dabei den benötigten Wert zum Bestehen des Examens. Allgemein haben die fünf Ergebnisse folgende Bedeutung:
- 5: Sehr gut qualifiziert
- 4: Gut qualifiziert
- 3: Qualifiziert
- 2: Unter Umständen qualifiziert
- 1: Keine Empfehlung

Die Verknüpfung von erreichter Punktezahl und dem Ergebnis ist bei dem AP-Examen keineswegs absolut. Die Zuweisung erfolgt mit Hilfe einer Normalverteilung, das heißt, dass die Verteilung aller erreichten Punkte darüber entscheidet, ab wie vielen Punkten zum Beispiel das Ergebnis 3 vergeben wird.
Die Ergebnisse werden hauptsächlich dafür verwendet, High-School-Absolventen einen Teil ihrer standardmäßig benötigten Collegekurse zu erlassen, falls sie ihr Können in einem Fach bereits in einem AP-Examen unter Beweis gestellt haben. Ab was für einem Ergebnis Collegekurse erlassen werden, entscheidet jedes College selbst. Normalerweise sind Resultate von 4 bis 5 ausreichend.
Einige High Schools erlauben es, die Note, welche der Schüler in dem jeweiligen Kurs erreicht, mit dem Ergebnis des AP-Examens zu überschreiben (falls besser). Die Übersetzung von Examensergebnis und Kursnote findet dann wie folgt statt:
- 5: A
- 4: B
- 3: C
- 2: D
- 1: F

## Statistiken

| Prüfung                             | Anzahl    | Anteil mit Note 3 oder besser | Ø    |
| ----------------------------------- | --------- | ----------------------------- | ---- |
| Kunstgeschichte                     | 23.213    | 59,6                          | 2,82 |
| Biologie                            | 213.294   | 64,2                          | 2,91 |
| Infinitesimalrechnung AB (Calculus) | 294.072   | 58,9                          | 2,94 |
| Infinitesimalrechnung BC (Calculus) | 93.180    | 84,6                          | 4,02 |
| Chemie                              | 148.554   | 52,8                          | 2,68 |
| Chinesische Sprache                 | 10.728    | 94,5                          | 4,43 |
| Informatik                          | 39.278    | 61,2                          | 2,96 |
| Englische Sprache                   | 505.244   | 55,8                          | 2,79 |
| Englische Literatur                 | 397.477   | 55,0                          | 2,76 |
| Umweltwissenschaften                | 130.321   | 47,3                          | 2,60 |
| Europäische Geschichte              | 110.297   | 59,5                          | 2,65 |
| Französische Sprache                | 21.268    | 78,0                          | 3,36 |
| Deutsche Sprache                    | 5.111     | 73,3                          | 3,34 |
| Regierung der Vereinigten Staaten   | 271.043   | 50,7                          | 2,62 |
| Vergleichende Regierungslehre       | 20.361    | 62,0                          | 3,09 |
| Humangeographie                     | 136.448   | 52,0                          | 2,64 |
| Italienische Sprache                | 2.331     | 69,6                          | 3,23 |
| Japanische Sprache                  | 2.311     | 75,9                          | 3,56 |
| Latein                              | 6.542     | 65,8                          | 3,05 |
| Makroökonomik                       | 117.209   | 57,8                          | 2,89 |
| Mikroökonomik                       | 74.049    | 65,6                          | 3,07 |
| Musikwissenschaften                 | 17.176    | 62,7                          | 3,07 |
| Physik B                            | 93.574    | 60,7                          | 2,89 |
| Physik C: Elektromagnetismus        | 20.765    | 70,8                          | 3,51 |
| Physik C: Mechanik                  | 47.000    | 76,7                          | 3,56 |
| Psychologie                         | 259.789   | 65,5                          | 3,09 |
| Spanische Sprache                   | 135.341   | 89,3                          | 3,72 |
| Spanische Literatur                 | 20.118    | 74,5                          | 3,14 |
| Statistik                           | 184.173   | 59,6                          | 2,86 |
| Studio Art: 2D Design               | 26.811    | 78,5                          | 3,33 |
| Studio Art: 3D Design               | 4.256     | 67,5                          | 3,04 |
| Studio Art: Zeichnen                | 16.928    | 77,5                          | 3,27 |
| Geschichte der Vereinigten Staaten  | 462.766   | 52,4                          | 2,76 |
| Weltgeschichte                      | 245.699   | 54,5                          | 2,66 |
| Gesamt                              | 4.135.962 |                               |      |